# Liwan (arquitectura)

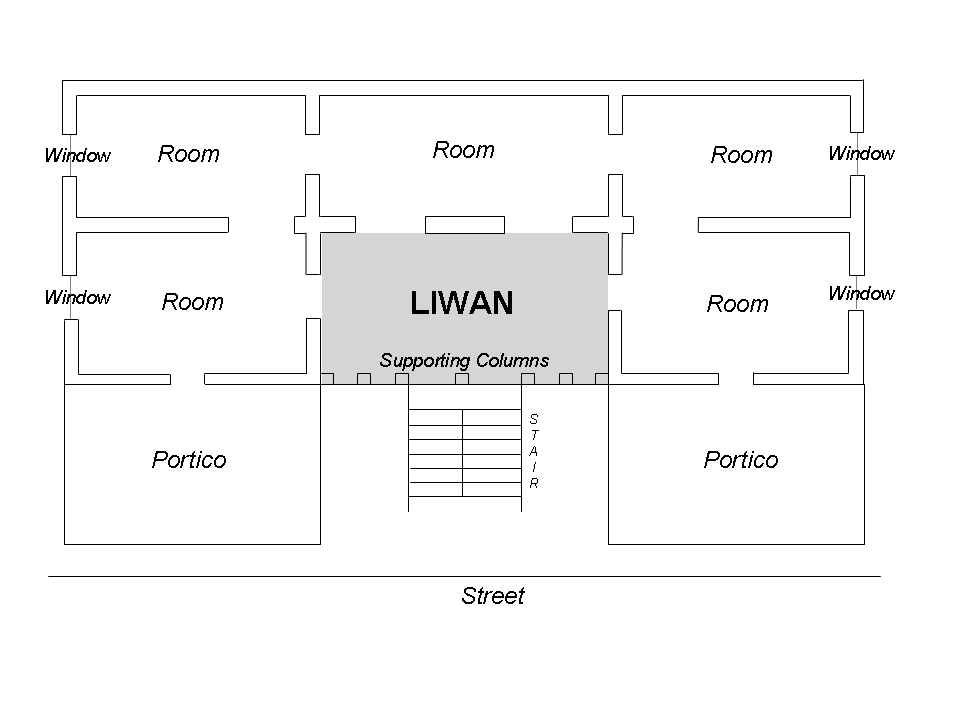
Esquema de una casa liwan típica del Levante mediterráneo con el área de liwan en gris.

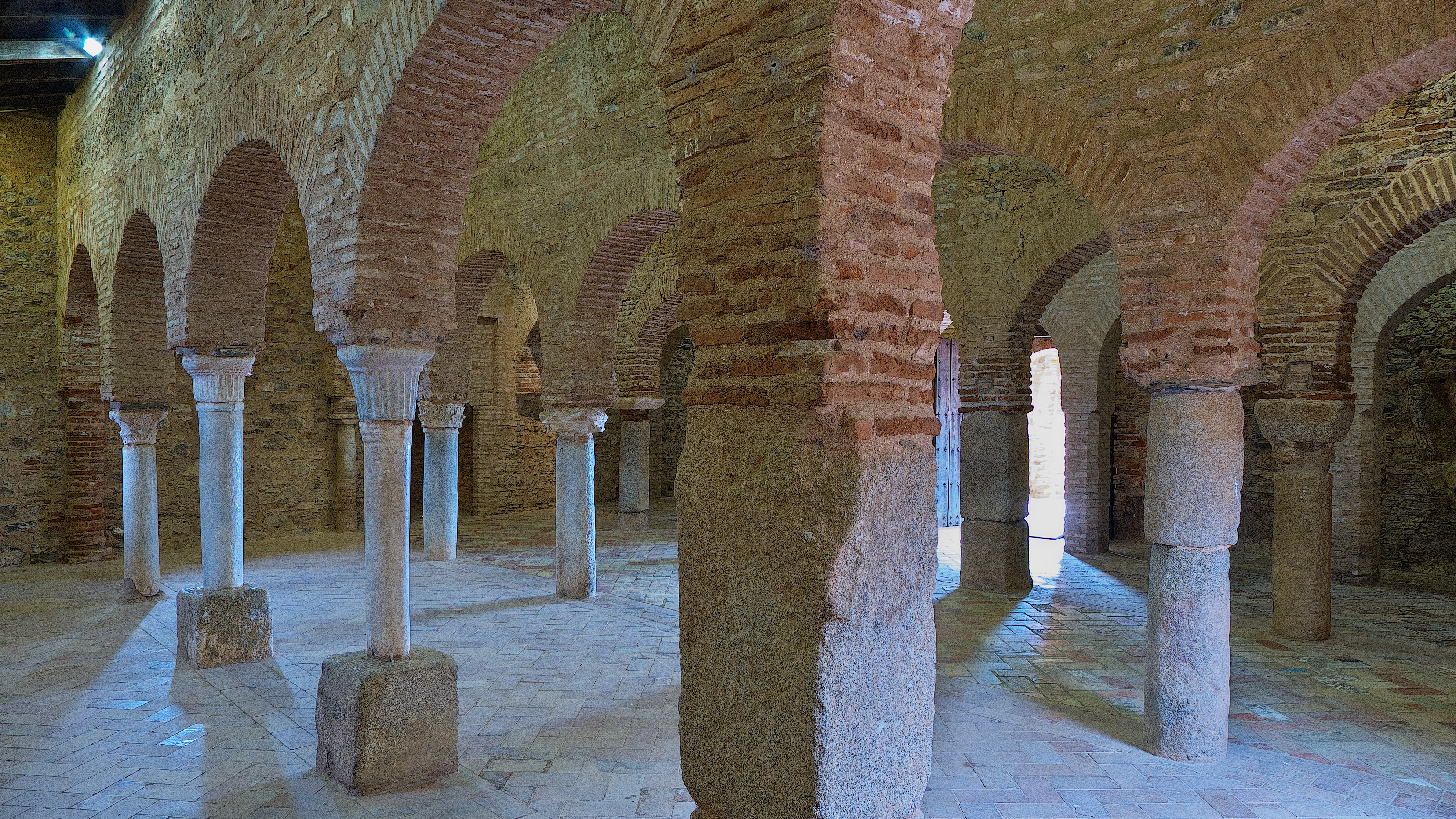
Liwan en la mezquita de Almonaster, Provincia de Huelva, España.

Un liwan o līwān (en árabe ليوان, del persa eyvān) es una palabra usada desde la antigüedad hasta nuestros días para referirse a un hall largo con frente estrecho o portada abovedada que se encuentra en casas levantinas, estando a menudo está abierto al exterior.
En su forma más simple, la historia del liwan data de hace más de 2.000 años, cuando la "casa liwan" era esencialmente una terraza cubierta, sostenida por muros de contención, con un patio al frente.
En sus formas más complejas, la casa liwan está compuesta por un gran hall de entrada ceremonial (liwan) en la parte delantera del complejo, dividido en tres secciones y flanqueado por dos liwanes más pequeños. La parte trasera de la casa se abre a un patio peristilo con columnas desde el que se puede acceder a la habitación principal y a los apartamentos privados existiendo simetría a cada lado del eje central.
Las esteras y alfombras se suelen extender por el suelo del liwan, y los almohadones o cojines a lo largo de las paredes que conforman área de asiento del diván o diwan.

## Casa de tres arcos o casa de hall central
Un tipo de casa liwan es la casa de tres arcos o casa de hall central, término acuñado por Friedrich Ragette en 1974. También se la conoce como 'Casa tradicional', 'Casa árabe otomana tardía' en Haifa o 'Casa Beirutí' en Mersin.
El modelo levantino de la casa de tres arcos del siglo XIX, con diversas variaciones regionales puede encontrarse en las regiones costeras de Líbano, Siria, Palestina, Israel y Turquía.

## Como sala de oración
Un liwan es también una sala de oración que puede encontrarse en mezquitas (haram o musalla) o edificios civiles. Se caracteriza habitualmente por la pluralidad de arquerías, dando la sensación de un "bosque de columnas", aunque habitualmente es un espacio cubierto, al que se accede desde el patio de las abluciones (sahn), respondiendo en este caso a un concepto de peristilo grecorromano, un patio porticado.
Es famosa la Mezquita de al-Azhar en El Cairo por tener un liwan con 380 columnas que soportan su techo y como edificio civil, se pueden señalar los liwanes existentes en el Bimaristán de Nur ad-Din en Damasco.